# Вороняча-1
Вороняча-1 (рос. Воронья-1) — печера на Алтаї, Республіка Алтай, Росія.  Загальна протяжність — 50 м. Глибина печери — N/A м, амплітуда висот — N/A м; загальна площа — N/A м²; об'єм — N/A м³.  Печера відноситься до Західноалтайської області Алтайської провінції Алтай-Саянської спелеологічної країни. Кадастровий номер 5144/8557-1Z.